# Mika Kallio
Mika Kallio (ur. 8 listopada 1982 w Valkeakoski) – fiński motocyklista uczestniczący w Motocyklowych Mistrzostwach Świata. Swoją karierę rozpoczął w 1997 roku. Już wtedy zaczął świętować pierwsze sukcesy w mistrzostwach Finlandii. Kolejne zwycięstwa w tych zawodach odnosił w 1999 i 2000 roku.
Fin startował również w żużlu na lodzie, gdzie wygrał mistrzostwa Finlandii w 2000, 2004 i 2005 roku w klasie 125 cm³, również zwyciężał dwukrotnie w klasie 500 cm³.
W 2006 roku został wybrany najlepszym sportowcem w sportach motorowych w Finlandii.

## Kariera

### Początek startów w Mistrzostwach Świata
Kallio po raz pierwszy uczestniczył w wyścigach Mistrzostw Świata w wyścigu o Grand Prix Niemiec, 22 lipca 2001. Wyścig zakończył już na pierwszym okrążeniu. Kolejny raz na start musiał czekać dwa miesiące.23 września, podczas Grand Prix Walencji ujechał cztery okrążenia. Fin nie zdobył ani jednego punktu w klasyfikacji generalnej. Na kolejne starty musiał czekaj aż do wiosny. Wtedy wystartował w Japonii, jednak z miernym skutkiem, ponieważ nie ukończył zawodów. Przez kolejne wyścigi startował coraz lepiej i w pierwszych trzech startach na starym kontynencie znajdował się na pozycjach w czołowej dziesiątce. Po dobrych startach trzykrotnie nie kończył wyścigów. Po czym już nie jeździł tak rewelacyjnie. Ostatecznie zdobył 78 oczek w ciągu 16 konkursów. W 2003 roku Kallio startował bardzo nierówno. Do wyścigu o Grand Prix Niemiec, ani raz nie znalazł się w czołowej piątce, a zdarzało się, że znajdował się poza punktowaną piętnastką. Właśnie po wyścigu w Sachsenring Fin zmienił drużynę. Przeszedł z Ajo Motorsport używającego Hondy do zespołu KTM. Była to dobra decyzja, bo już w pierwszym wyścigu w nowym zespole zajął czwarte miejsce tracąc do podium 0,6 sekundy. Później wystąpiły trzy słabsze starty, po czym w wyścigu o Grand Prix Malezji zajął pierwszy raz w historii miejsce na podium. Przegrywając jedynie z Danielem Pedrosą. Kolejny startów nie ukończył, choć w przedostatnim starcie zajął w kwalifikacjach trzecie miejsce. Sezon 2004 również wyglądał podobnie jak poprzedzający. Do wyścigu o wielką nagrodę Niemiec, ani razu nie znalazł się w czołowej piątce, ale u naszych zachodnich sąsiadów znalazł się na piątej pozycji. W kolejnym wyścigu był czwarty. Następnie nie ukończył wyścigu w Czechach, a w kolejnym starcie w Portugalii po raz drugi ukończył zawody na drugim miejscu. Przegrywając jedynie z Hectorem Barberą. Końcówka sezonu nie była udana. Na pięć startów tylko jeden ukończył (4. miejsce w Katarze).

### 2005 - 2. miejsce w 125 cm³
W 2005 roku Kallio po raz pierwszy miał szansę zdobyć tytuł mistrza świata. Sezon rozpoczął bardzo dobrze. Najpierw w Hiszpanii był drugi przegrywając z Marco Simoncelli. Jednak tydzień później nie było już na niego mocnych i okazał się najlepszym zawodnikiem w wyścigu o wielką nagrodę Portugalii. Kolejny start był zdecydowanie słabszy. W Chinach był dopiero 11., choć w kwalifikacjach wywalczył sobie pole position. Po powrocie do Europy wrócił na podium, a dokładnie na jego najniższym stopniu. We Włoszech również zapowiadało się na dobry wynik, ale defekt maszyny zapobiegł ambicjom Fina. W Katalonii Mika znów zdobył najlepsze miejsce na starcie i znów nie dojechał do mety. Ta sama sytuacja powtórzyła się w Holandii. W skróconym wyścigu w Wielkiej Brytanii (opady deszczu) Fin nie zdołał obronić ponownie najlepszego miejsca na starcie i zajął siódmą lokatę. Znowu przełomowym momentem było Grand Prix Niemiec, które Mika wygrał startując z pole position. Nastąpiła passa, w której zawodnik KTM-u cztery razy stanął na podium. W tym wygrywając konkurs w Japonii. W Grand Prix Kataru doszło do wygranej kolegi z zespołu Gábor Talmácsi, który próbował zwolnić na ostatnich metrach, aby pomóc Kallio. Nie udało mu się to i wygrał o zaledwie 0,017 sekundy. Kolejny start w Australii był gorszy, bo był piąty, a w przedostatniego wyścigu w Turcji Fin nie ukończył co spowodowało, iż w ostatnim wyścigu sezonu zawodnik jeżdżący na motocyklu KTM musiał wygrać, a walczący z nim Thomas Lüthi być najwyżej na 14. miejscu. Pierwsza część planu się sprawdziła. Fin wygrał wyścig w Walencji, jednak Szwajcar był dziewiąty i to on wygrał mistrzostwa zaledwie o 5 punktów.

### 2006 - 2. miejsce w 125 cm³
Sezon 2006 Fin również ukończył na drugim miejscu, ale tym razem zdecydowanie przegrał z Alvaro Bautistą, choć wygrał Chinach, Holandii oraz Japonii to Hiszpan wygrał, aż 8 razy i walka z nim nie mogła się zakończyć powodzeniem. Fin mógł tylko patrzeć jak rośnie przewaga między nima Bautistą.
Rok rozpoczął się od czwartego miejsca w Hiszpanii, w kolejnym starcie doszło do pierwszego 2. miejsca w sezonie w tym samym kraju, gdzie w poprzednim roku Kallio stracił cenne 5 oczek w walce o tytuł mistrza świata w Katarze. W Turcji ponownie nie ukończył wyścigu. Po czym wygrał w Chinach. Powrót na stary kontynent nie był już tak udany jak rok wcześniej. Tylko we Francji stanął na drugim stopniu podium. Po miesiącu przerwy Fin ponownie stanął na podium, tylko, że na najwyższym stopniu. Po dwóch tygodniach w Donington Park ustąpił jedynie Bautiście. Kolejny raz na podium pojawił się w ostatnim wyścigu wakacji przegrywając ponownie z Hiszpanem. Taka sytuacja utrzymywała się jeszcze przez dwa wyścigi. Wtedy Mika przełamał passę i wygrał, choć tylko o 0,185 sekundy. Do końca sezonu Fin utrzymywał się na podium, będąc trzecim w Portugalii oraz drugi w Walencji.

### 2007 - 7. miejsce w 250 cm³
W 2007 roku Fin przeniósł się do 250 cm³. Dwa pierwsze starty nie były dobre. W obydwu Mika nie dojechał do mety. Następnie były trzy wyścigi w czołowej dziesiątce i ponowny nie sklasyfikowany wyścig. Kolejne trzy nie przyniosły większej zmiany. Miejsca w drugiej połowie pierwszej dziesiątki nie były najlepsze, ale znowu zbliżał się wyścig o GP Niemiec, które zawsze zawodnikowi z KTMu wychodziło. I tym razem nie było inaczej. Zwycięzcą został Hiroshi Aoyama, a tuż za nim był Kallio tracąc tylko 0,119 sekundy. Po miesięcznych startach motocyklistów, nadszedł wyścig w Czechach, gdzie znowu Fin znalazł się na podium, tym razem na jego najniższym stopniu. Następne dwa starty wyglądały tak jak początek sezonu. Wyścigi w San Marino i Portugalii zostały nie zakończone dojazdem na metę. Tydzień po wyścigu w Portugalii w Japonii Mika wygrał pierwszy raz w klasie 250. Było to drugie z rzędu zwycięstwo w Japonii, jednak tym razem przy wyższych obrotach maszyny. Koniec sezonu Kallio uwieńczył zwycięstwem w Walencji wyprzedzając o 0,371 sekundy Alexa de Angelisa.

### 2008
Sezon 2008 Kallio zaczął bardzo dobrze. W pierwszym wyścigu sezonu w Grand Prix Kataru, pierwszym wyścigu nocnym w historii zajął trzecie miejsce tracąc nieco ponad sekundę do zwycięzcy. Trzy tygodnie później wygrał Grand Prix Hiszpanii, a dwa tygodnie później stał się po raz pierwszy w swojej karierze liderem mistrzostw świata w klasie 250 cm³, dzięki trzeciemu miejscu w wyścigu. Swoją przewagę powiększył po zwycięstwie w Grand Prix Chin. Kolejne zawody odbyły się już w Europie. We Francji zajął piąte miejsce. W kolejnym starcie na półwyspie Apenińskim podczas Grand Prix Włoch uzyskał swój najlepszy w karierze występ w Mugello. Dotychczas był tam najwyżej szósty. Chociaż Fin nie znalazł się na podium to powiększył swoją przewagę nad drugim Pasinim z 16 do 18 punktów. W Katalonii Mika nie ukończył wyścigu z powodu defektu motocykla przez co zbliżył się do niego Włoch Marco Simoncelli, który wygrał na torze pod Barceloną. Na Donington Park zawodnikowi dopisało szczęście. Na ostatnich okrążeniach był trzeci, jednak z małą szansą na zwycięstwo. Kolejny błąd Simoncelli'ego spowodował, iż jadący z nim Alvaro Bautista stracił linię jazdy. Wykorzystał to Kallio wyprzedzając obu zawodników. Prowadzenie nie oddał do końca wyścigu. Sześć dni później w holenderskim Assen Kallio miał problemy z dobraniem opon. Jego Dunlopy nie wytrzymały tempa wyścigu i pod koniec zawodów Fin musiał jeździć wolniej, aby przybyć na metę na punktowanej pozycji. Wykorzystał to zdarzenie Simoncelli odrabiając praktycznie całą stratę do lidera kwalifikacji. Kallio po tym wyścigu miał punkt przewagi nad Włochem. Jednak już w Niemczech Fin stracił prowadzenie w klasyfikacji generalnej. Simoncelli wygrał, a Kallio zajął 4. miejsce co spowodowało 11 punktową przewagę Włocha.

## Statystyki

### Sezony
| Sezon | Klasa  | Motocykl         | Zespół                | Wyścigi | Wygrane | Podia | PP | Najsz. okr. | Pkt. | Msc | WCh |
| ----- | ------ | ---------------- | --------------------- | ------- | ------- | ----- | -- | ----------- | ---- | --- | --- |
| 2001  | 125cc  | Honda RS125R     | Ajo Motorsport        | 2       | 0       | 0     | 0  | 0           | 0    | NC  | –   |
| 2002  | 125cc  | Honda RS125R     | Ajo Motorsport        | 16      | 0       | 0     | 0  | 0           | 78   | 11  | –   |
| 2003  | 125cc  | Honda RS125R     | Ajo Motorsport        | 16      | 0       | 1     | 0  | 0           | 88   | 11  | –   |
| 2003  | 125cc  | KTM 125 FPR      | KTM                   | 16      | 0       | 1     | 0  | 0           | 88   | 11  | –   |
| 2004  | 125cc  | KTM 125 FPR      | Red Bull KTM          | 16      | 0       | 1     | 0  | 0           | 86   | 10  | –   |
| 2005  | 125cc  | KTM 125 FPR      | Red Bull KTM          | 16      | 4       | 10    | 8  | 3           | 237  | 2   | –   |
| 2006  | 125cc  | KTM 125 FPR      | Red Bull KTM          | 16      | 3       | 11    | 4  | 1           | 262  | 2   | –   |
| 2007  | 250cc  | KTM 250 FPR      | Red Bull KTM          | 17      | 2       | 4     | 2  | 2           | 157  | 7   | –   |
| 2008  | 250cc  | KTM 250 FPR      | Red Bull KTM          | 16      | 3       | 6     | 0  | 2           | 196  | 3   | –   |
| 2009  | MotoGP | Ducati GP9       | Pramac Racing         | 16      | 0       | 0     | 0  | 0           | 71   | 15  | –   |
| 2009  | MotoGP | Ducati GP9       | Ducati Marlboro       | 16      | 0       | 0     | 0  | 0           | 71   | 15  | –   |
| 2010  | MotoGP | Ducati GP10      | Pramac Racing         | 16      | 0       | 0     | 0  | 0           | 43   | 17  | –   |
| 2011  | Moto2  | Suter MMXI       | Marc VDS Racing Team  | 17      | 0       | 1     | 0  | 0           | 61   | 16  | –   |
| 2012  | Moto2  | Kalex Moto2      | Marc VDS Racing Team  | 17      | 0       | 1     | 0  | 0           | 130  | 6   | –   |
| 2013  | Moto2  | Kalex Moto2      | Marc VDS Racing Team  | 17      | 1       | 4     | 1  | 1           | 188  | 4   | –   |
| 2014  | Moto2  | Kalex Moto2      | Marc VDS Racing Team  | 18      | 3       | 11    | 3  | 3           | 289  | 2   | –   |
| 2015  | Moto2  | Kalex Moto2 2015 | Italtrans Racing Team | 18      | 0       | 0     | 0  | 0           | 72   | 15  | –   |
| 2015  | Moto2  | QMMF Racing Team |                       | 18      | 0       | 0     | 0  | 0           | 72   | 15  | –   |
| Razem |        |                  |                       | 234     | 16      | 49    | 18 | 12          | 1958 |     | 0   |

* – Sezon w trakcie.

### Starty
| Sezon | Klasa  | Motocykl | 1      | 2      | 3      | 4      | 5      | 6      | 7      | 8      | 9      | 10     | 11     | 12     | 13     | 14     | 15     | 16     | 17     | 18     | Poz. | Pkt. |
| ----- | ------ | -------- | ------ | ------ | ------ | ------ | ------ | ------ | ------ | ------ | ------ | ------ | ------ | ------ | ------ | ------ | ------ | ------ | ------ | ------ | ---- | ---- |
| 2001  | 125cc  | Honda    | JPN    | RSA    | SPA    | FRA    | ITA    | CAT    | NED    | GBR    | GER NU | CZE    | POR    | VAL NU | PAC    | AUS    | MAL    | BRA    |        |        | NC   | 0    |
| 2002  | 125cc  | Honda    | JPN NU | RSA 12 | SPA 5  | FRA 8  | ITA NU | CAT 9  | NED NU | GBR NU | GER 9  | CZE 10 | POR 8  | BRA 8  | PAC 6  | MAL 7  | AUS NU | VAL 16 |        |        | 11   | 78   |
| 2003  | 125cc  | Honda    | JPN 11 | RSA 7  | SPA 16 | FRA NU | ITA 13 | CAT 7  | NED 11 | GBR 7  | GER 10 |        |        |        |        |        |        |        |        |        | 11   | 88   |
| 2003  | 125cc  | KTM      |        |        |        |        |        |        |        |        |        | CZE 4  | POR NU | BRA 19 | PAC 7  | MAL 2  | AUS NU | VAL NU |        |        | 11   | 88   |
| 2004  | 125cc  | KTM      | RSA 12 | SPA NU | FRA 6  | ITA NU | CAT 9  | NED NU | BRA 8  | GER 5  | GBR 4  | CZE NU | POR 2  | JPN NU | QAT 4  | MAL NU | AUS NU | VAL NU |        |        | 10   | 86   |
| 2005  | 125cc  | KTM      | SPA 2  | POR 1  | CHN 11 | FRA 3  | ITA NU | CAT 3  | NED NU | GBR 7  | GER 1  | CZE 2  | JPN 1  | MAL 2  | QAT 2  | AUS 5  | TUR NU | VAL 1  |        |        | 2    | 237  |
| 2006  | 125cc  | KTM      | SPA 4  | QAT 2  | TUR NU | CHN 1  | FRA 2  | ITA 6  | CAT NU | NED 1  | GBR 2  | GER 8  | CZE 2  | MAL 2  | AUS 2  | JPN 1  | POR 3  | VAL 2  |        |        | 2    | 262  |
| 2007  | 250cc  | KTM      | QAT NU | SPA NU | TUR 6  | CHN 5  | FRA 7  | ITA NU | CAT 6  | GBR 6  | NED 8  | GER 2  | CZE 3  | RSM NU | POR NU | JPN 1  | AUS NU | MAL 4  | VAL 1  |        | 7    | 157  |
| 2008  | 250cc  | KTM      | QAT 3  | SPA 1  | POR 3  | CHN 1  | FRA 5  | ITA 4  | CAT NU | GBR 1  | NED 7  | GER 4  | CZE 5  | RSM NU | IND C  | JPN 4  | AUS 3  | MAL NU | VAL 11 |        | 3    | 196  |
| 2009  | MotoGP | Ducati   | QAT 8  | JPN 8  | SPA NU | FRA NU | ITA 13 | CAT 9  | NED NU | USA    | GER 14 | GBR 10 | CZE NU | IND 8  | RSM 7  | POR NU | AUS 9  | MAL 10 | VAL 9  |        | 15   | 71   |
| 2010  | MotoGP | Ducati   | QAT NU | SPA 7  | FRA 13 | ITA NU | GBR 13 | NED 11 | CAT 12 | GER NU | USA 9  | CZE NU | IND NU | RSM NU | ARA 14 | JPN 15 | MAL 12 | AUS 11 | POR    | VAL    | 17   | 43   |
| 2011  | Moto2  | Suter    | QAT 20 | SPA 17 | POR NU | FRA NU | CAT 8  | GBR NU | NED NU | ITA 17 | GER NU | CZE 13 | IND 9  | RSM 15 | ARA 10 | JPN 10 | AUS 16 | MAL 6  | VAL 2  |        | 16   | 61   |
| 2012  | Moto2  | Kalex    | QAT 10 | SPA 7  | POR 9  | FRA 5  | CAT 9  | GBR 10 | NED 10 | GER 2  | ITA 11 | IND 4  | CZE 9  | RSM 4  | ARA 15 | JPN 16 | MAL 6  | AUS NU | VAL 7  |        | 6th  | 130  |
| 2013  | Moto2  | Kalex    | QAT 5  | AME 3  | SPA NU | FRA 2  | ITA 5  | CAT 9  | NED 4  | GER 12 | IND 7  | CZE 1  | GBR 6  | RSM 9  | ARA 5  | MAL 4  | AUS 7  | JPN 2  | VAL 14 |        | 4    | 188  |
| 2014  | Moto2  | Kalex    | QAT 2  | AME 4  | ARG 7  | SPA 1  | FRA 1  | ITA 6  | CAT 4  | NED 3  | GER 2  | IND 1  | CZE 2  | GBR 2  | RSM 2  | ARA 7  | JPN 5  | AUS 4  | MAL 2  | VAL NU | 2    | 289  |
| 2015  | Moto2  | Kalex    | QAT 6  | AME 8  | ARG 4  | SPA NU | FRA NU | ITA NU | CAT 12 | NED 8  | GER 12 | IND NU | CZE 15 | GBR 20 | RSM NU |        |        |        |        |        | 15   | 72   |
| 2015  | Moto2  | Speed Up |        |        |        |        |        |        |        |        |        |        |        |        |        | ARA 11 | JPN 15 | AUS 8  | MAL 12 | VAL 10 | 15   | 72   |